# 운남중학교 (경북)
운남중학교(雲南中學校)는 대한민국 경상북도 김천시 율곡동에 있는 공립 중학교이다.

## 학교 연혁
- 2017년 8월 18일 : 교육부 인가(33학급)
- 2019년 4월 10일 : 교사 신축 공사 착공
- 2020년 6월 2일 : 운남중학교 교명 선정
- 2020년 10월 30일 : 신축공사 준공
- 2021년 3월 1일 : 개교, 초대 박홍준 교장 취임
- 2023년 5월 15일 : 수영부 창단
- 2023년 12월 26일 : 다목적 운동시설(농구장) 완공
- 2024년 3월 1일 : 제3대 전용희 교장 부임
- 2024년 3월 1일 : 28학급 편성(1학년 10학급, 2학년 9학급, 3학년 9(1)학급)

## 참고 자료
- 운남중학교 - 한국교육학술정보원 학교알리미